# لنی باشم
لنی باشم (انگلیسی: Lanny Bassham؛ زادهٔ ۲ ژانویه ۱۹۴۷) تیرانداز اهل ایالات متحده آمریکا بود.
وی در مسابقات کشوری و بین‌المللی در مجموع برندهٔ ۱ مدال طلا، ۱ مدال نقره شده‌است.